# Automatyczny System Rozpoznawania Numerów Rejestracyjnych
Automatyczny System Rozpoznawania Numerów Rejestracyjnych (ANPRS, z ang. Automatic Number Plate Recognition System) – system automatycznego odczytu tablic rejestracyjnych pojazdów w czasie rzeczywistym. System o tej nazwie został uruchomiony w Polsce 28 grudnia 2017 roku i połączył w jedną sieć polski, estoński, łotewski i litewski system rozpoznawania numerów rejestracyjnych. Działanie systemu opiera się o urządzenia rejestrujące numery tablic pojazdów samochodowych, które rozmieszczone są na granicach zewnętrznych, na głównych szlakach komunikacyjnych, na granicach wewnętrznych, a także w samochodach operacyjnych służb celnych i skarbowych. System ANPRS analizuje obrazy z kamer w dzień i w nocy, odszukuje na nim tablice rejestracyjne przejeżdżających pojazdów, wykonuje im zdjęcia i zapisuje je do bazy danych.

## Geneza systemuANPRS

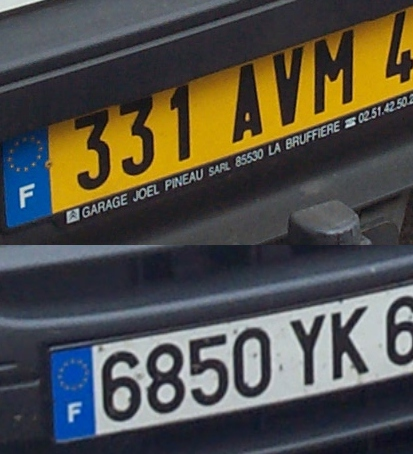
Przykład: francuskie tablice rejestracyjne. System musi być w stanie po kolorze, kształcie i szacie graficznej rozpoznać różne typy tablic rejestracyjnych.

Genezą budowy Systemu ANPRS w krajach bałtyckich było stworzenie narzędzia wspomagającego zwalczanie naruszeń prawa, w tym m.in. zwalczanie przemytu wyrobów akcyzowych. System został uruchomiony najpierw w administracjach celnych państw Litwy, Łotwy i Estonii, na mocy porozumienia trójstronnego zawartego w oparciu o rozporządzenie Rady nr 515/97 z dnia 13 marca 1997 r. w sprawie wzajemnej pomocy między organami administracyjnymi Państw Członkowskich i współpracy między Państwami Członkowskimi a Komisją w celu zapewnienia prawidłowego stosowania przepisów prawa celnego i rolnego. W poszczególnych krajach funkcjonują Krajowe Punkty Kontaktowe (NCP, National Contact Point). NCP wymieniają pomiędzy sobą informacje w celu ukierunkowania działań kontrolnych na obiekty przemieszczające się pomiędzy krajami, prowadzą postępowania poszukiwawcze wobec pojazdów, co do których zaistniały podejrzenia naruszeń prawa lub śledzą trasy przemieszczania się towarów, które są w obszarze ich zainteresowania.
Polska Służba Celna używała systemów do rozpoznawania numerów rejestracyjnych od 2007 roku w ramach systemu TF-OCR. W 2010 roku Służba Celna rozpoczęła użytkowanie systemu CAIFS II (Zintegrowany System Bezpieczeństwa dla Obiektów Granicznych Administracji Celnej CAIFS II), który m.in. rejestrował automatycznie dane pojazdów na wszystkich drogowych przejściach granicznych w Polsce. W 2013 roku z systemu CAIFS II został wyodrębniony ZSOG CAIFS II (Zintegrowany System Obsługi Granicy CAIFS II), którego głównym założeniem jest wspomaganie kontroli na granicy zewnętrznej Unii Europejskiej, a także zapobieganie nadużyciom, przestępstwom i wykroczeniom skarbowym.
Polska podpisała 11 listopada 2017 w Brukseli czterostronne porozumienie w sprawie przystąpienia do Systemu Rozpoznawania Numerów Rejestracyjnych Pojazdów ANPRS. Polski Krajowy Punkt Kontaktowy został zlokalizowany w Budzisku przy granicy z Litwą. W ramach systemu ANPRS polska Służba Celna przekazuje dane z kamer działających na drogowych przejściach granicznych z systemu ZSOG CAIFS II oraz z kamer zlokalizowanych w Budzisku na granicy z Litwą.
Podobne systemy tego rodzaju były i są stosowane od dawna przez wiele państw w celu automatycznego dowodu przy zbieraniu opłat za przejazd i kontroli ruchu, jak np. prędkość i odległość pomiaru lub przestrzeganie zakazu przejazdu na czerwonym świetle. W Polsce w kamery z taką funkcją była wcześniej wyposażona m.in. Inspekcja Transportu Drogowego, gromadząca dane poprzez system CANARD.